# Ualabí
Ualabí o walabí (del inglés wallaby) es el nombre de cualquiera de las especies de marsupiales diprotodontos de la familia Macropodidae que son de menor tamaño, aunque también se usa alternativamente el término canguro. Por lo tanto, no es una clasificación científica. Hay aproximadamente treinta especies denominadas ualabíes.
Los ualabíes son marsupiales propios de Australia y de la isla de Nueva Guinea. Sus dimensiones son menores que las de los canguros, alcanzando 1.2 m de longitud, y un peso que ronda entre 1 kg (ualabí rupestre) a 42 kg.
Tienen cuatro patas, siendo las traseras las de mayor tamaño y más robustas con cuatro dedos, que utilizan para desplazarse mediante saltos. Dos de estos dedos son más grandes y con uñas, y el resto se ubican en una funda común. Las patas delanteras, sensiblemente más pequeñas que las traseras, terminan en cinco dedos con uñas. La cola es larga y gruesa y la utiliza para lograr equilibrio al saltar o andar. Tienen una cabeza pequeña, con orejas grandes y móviles. La mitad superior de su cuerpo está poco desarrollada, comparada con la parte inferior.
Las zonas en las que viven son muy variadas: sabanas, zonas montañosas, selvas o lugares rocosos.
Son herbívoros, aunque algunos pueden ser omnívoros. Su dieta suele ser rica en fibra y no tanto en proteínas.

## Especies
Algunas especies de macrópodos denominadas ualabíes, son las siguientes:
- ualabí de Tammar (Macropus eugenii)
- ualabí negro (Wallabia bicolor),
- ualabí de cuello rojo (Macropus rufogriseus),
- ualabí liebre del este (Lagorchestes leporides) †,
- ualabí ágil (Macropus agilis),
- ualabí de cola puntiaguda (género Onychogalea),
- ualabí rupestre de cola de cepillo (Petrogale penicillata),
- ualabí negro con blanco rayado (Macropus dorsalis),
- ualabí de montaña de Nueva Guinea (género Dorcopsis).